# Dinah Sheridan
Dinah Sheridan geboren als Dinah Nadyejda Ginsburg (Londen, 17 september 1920 – Northwood, 25 november 2012) was een Brits actrice.
Ze speelde onder andere in de filmkomedie Genevieve uit 1953.
In 1937 debuteerde zij al op tv. In 1949 brak zij door als Jane Huggett in The Huggetts Abroad.
Sheridan trouwde vier keer: met acteur Jimmy Hanley (1942–1952), zakenman John Davis (1954–1965), acteur John Merivale (1986–1990, tot zijn dood) en Aubrey Ison (1992–2007 tot zijn dood).

## Filmoverzicht
- Father Steps Out (1937)
- Landslide (1937) (as Dinah Shaw)
- Behind Your Back (1937)
- Merely Mr. Hawkins (1938)
- Irish and Proud of It (1938)
- Full Speed Ahead (1940)
- Salute John Citizen (1942)
- Get Cracking (1943)
- Murder in Reverse (1945)
- 29 Acacia Avenue (1945), Pepper
- For You Alone (1945), Stella White
- The Hills of Donegal (1947)
- The Story of Shirley York (1948), Shirley Yorke
- Calling Paul Temple (1948)
- The Huggetts Abroad (1949)
- Dark Secret (1949)
- Paul Temple's Triumph (1950)
- No Trace (1950)
- Blackout (1950)
- Where No Vultures Fly (1951)
- The Sound Barrier (1952), Jess Peel
- Appointment in London (1952), Eve Canyon
- The Story of Gilbert and Sullivan (1953), Grace Marston
- Genevieve (1953), Wendy McKim
- The Railway Children (1970), Mrs. Waterbury
- The Mirror Crack'd (1980)

- Biblioteca Nacional de España: XX1553930
- Bibliothèque nationale de France: cb14226850p (data)
- Gemeinsame Normdatei: 173653855
- International Standard Name Identifier: 0000 0000 7397 2282
- Library of Congress Control Number: no2013047930
- Nationale Bibliotheek van Tsjechië: pna2009495524
- Trove: 908537
- Virtual International Authority File: 92088734
- WorldCat: E39PCjKm4RHFwPJKmrt7DBGgVd